# A Fé Faz o Herói
A Fé Faz O Herói é um álbum do Jamily, lançado em 2007 pela Line Records. Esse álbum vendeu mais de 100 mil cópias no Brasil, sendo certificado com disco de ouro pela ABPD.

## Faixas
| N.º | Título                        | Compositor(es)                   | Duração |  |
| 1.  | "A Fé Faz o Herói"            | Beno César, Solange de César     | 4:23    |  |
| 2.  | "Volta para os Braços do Pai" | Dennis Goursand, Clev Belo       | 4:40    |  |
| 3.  | "Castelo na Rocha"            | César, S. de César               | 5:10    |  |
| 4.  | "Vem Espírito"                | César, S. de César               | 4:36    |  |
| 5.  | "Deus de Provisão"            | Rogério Luis                     | 4:24    |  |
| 6.  | "Eu Acredito"                 | César, S. de César               | 4:41    |  |
| 7.  | "Seu Nome é Jah"              | César, S. de César               | 3:13    |  |
| 8.  | "Visão de Águia"              | Jamily Sampaio                   | 3:49    |  |
| 9.  | "Tudo vai dar Certo"          | Tonny Sabetta, Susy Sabetta      | 3:55    |  |
| 10. | "Te Amo"                      | Sampaio                          | 3:03    |  |
| 11. | "Fonte do Trono"              | Edvaldo Novais                   | 3;58    |  |
| 12. | "No Centro da Tua Vontade"    | Edilson Maia, Adalberto Monteiro | 4:55    |  |
| 13. | "Venho Como Estou"            | Sabetta, S. Sabetta              | 4:17    |  |

## Vendas e certificações
| País          | Certificação | Vendas    |
| ------------- | ------------ | --------- |
| Brasil - ABPD | Ouro         | 100,000 + |